# بيل بوري
بيل بوري (بالإنجليزية: Bill Bowrey)‏ مواليد 25 ديسمبر 1943 في سيدني، هو لاعب كرة مضرب أسترالي سابق بدأ مسيرته كمحترف سنة 1968 وكان يلعب باليد اليمنى، اعتزل اللعب في 1975. كما أنه أحد أبطال الجراند سلام. أعلى تصنيف له في الفردي كان المركز الـ 8 في سنة 1967.

## النهائيات

### الفردي (الألقاب 1)
| الحصيلة | السنة | البطولة                       | الأرضية | المنافس في النهائي | النتيجة في النهائي |
| ------- | ----- | ----------------------------- | ------- | ------------------ | ------------------ |
| الفوز   | 1968  | بطولة أستراليا المفتوحة للتنس | عشبية   | خوان غسبرت         | 7–5, 2–6, 9–7, 6–4 |

### الزوجي (الوصافة 3)
| الحصيلة | السنة | البطولة                       | الشريك        | المنافس في النهائي     | النتيجة في النهائي      |
| ------- | ----- | ----------------------------- | ------------- | ---------------------- | ----------------------- |
| الوصافة | 1966  | ويمبلدون                      | أوين ديفيدسون | كين فليتشر جون نيوكومب | 3–6, 4–6, 6–3, 3–6      |
| الوصافة | 1967  | بطولة أستراليا المفتوحة للتنس | أوين ديفيدسون | جون نيوكومب توني روتش  | 6–3, 3–6, 5–7, 8–6, 6–8 |
| الوصافة | 1967  | بطولة أمريكا المفتوحة للتنس   | أوين ديفيدسون | جون نيوكومب توني روتش  | 8–6, 7–9, 3–6, 3–6      |

## روابط خارجية
- بيل بوري على موقع رابطة محترفي التنس (الإنجليزية)
- بيل بوري على موقع الاتحاد الدولي لكرة المضرب (الإنجليزية)
- بيل بوري على موقع كأس ديفيز (الإنجليزية)
- بيل بوري على موقع اتحاد التنس الأسترالي (الإنجليزية)
- بيل بوري على موقع خلاصة التنس.كوم (الإنجليزية)